# 2022년 5월 죽음
다음은 2022년 5월에 사망한 저명한 인물 목록이다.
- 5월 1일
  - 대한민국의 발레무용수 김희선
  - 유고슬라비아의 축구선수 이비차 오심
- 5월 3일 - 벨라루스의 제1대 대통령 스타니슬라우 슈시케비치
- 5월 4일 - 대한민국의 정치인 백남치
- 5월 6일
  - 대한민국의 한학자 기세춘
  - 미국의 만화가 조지 페레스
  - 일본의 작곡가 안도 사네치카
- 5월 7일 - 대한민국의 배우 강수연
- 5월 8일
  - 대한민국의 시인 김지하
  - 미국의 영화배우 프레드 워드
- 5월 9일 - 대한민국의 요리연구가 한정혜
- 5월 10일
  - 대한민국의 배우 이일웅
  - 우크라이나의 제1대 대통령 레오니드 크라우추크
- 5월 13일
  - 덴마크의 물리학자 벤 로위 모텔손
  - 아랍에미리트의 제2대 대통령 할리파 빈 자이드 나하얀
  - 조선민주주의인민공화국의 정치인 양형섭
  - 일본의 법조인 구마자키 가쓰히코
  - 일본의 바이올린연주자 고지마 히데오
- 5월 14일 - 대한민국의 법조인 배만운
- 5월 15일
  - 대한민국의 정치인 고귀남
  - 대한민국의 지질학자 정창희
  - 대한민국의 법조인 윤일영
  - 폴란드의 영화배우 예지 트렐라
  - 독일의 영화배우 라이너 바제도
- 5월 16일 - 미국의 영화배우 존 아일워드
- 5월 17일
  - 대한민국의 정치인 정래혁
  - 스페인의 축구선수 프란시스코 로드리게스 가르시아
  - 그리스의 작곡가 반젤리스
- 5월 19일 - 조선민주주의인민공화국의 정치인 현철해
- 5월 21일 - 미국의 신학자 로즈메리 래드퍼드 류터
- 5월 23일 - 대한민국의 정치인 이기원
- 5월 26일
  - 대한민국의 영화배우 신일룡
  - 대한민국의 배우 이얼
  - 미국의 영화배우 레이 리오타
  - 이탈리아의 정치인 치리아코 데 미타
  - 잉글랜드의 음악가 앨런 화이트
- 5월 27일
  - 대한민국의 개그맨 임준혁
  - 이탈리아의 추기경 안젤로 소다노
- 5월 28일
  - 미국의 영화배우 보 홉킨스
  - 상투메 프린시페의 제10대 대통령 이바리슈투 카르발류
  - 알바니아의 제6대 대통령 부야르 니샤니
- 5월 29일
  - 대한민국의 정치인 김윤덕
  - 대한민국의 사회운동가 정동년
  - 라트비아의 영화배우 아우스마 지에도네칸타네
- 5월 30일 - 브라질의 영화배우 밀톤 곤칼베스
- 5월 31일 - 대한민국의 행정학자 안병만